# Les Franqueses del Vallès
Les Franqueses del Vallès (span. Las Franquesas del Vallés) ist eine katalanische Stadt in der Provinz Barcelona im Nordosten Spaniens. Sie liegt in der Comarca Vallès Oriental.
Bedeutende Firmenansiedlungen sind u. a. Sandoz Industrial Products (Pharma) und Alpla (Plastik).

## Söhne und Töchter der Stadt
- Ester Somaza Bosch (* 2004), Handballspielerin